# بيركهولدرية سنغافورية
بيركهولدرية سنغافورية (الاسم العلمي: Burkholderia singaporensis) هي نوع من البكتيريا، سلبية الغرام، تتبع جنس البيركهولدرية.